# Micropleustes nautilus
Micropleustes nautilus är en kräftdjursart som först beskrevs av J. L. Barnard 1969.  Micropleustes nautilus ingår i släktet Micropleustes och familjen Pleustidae. Inga underarter finns listade i Catalogue of Life.